# John Nkengasong
Ne doit pas être confondu avec John Nkemngong Nkengasong.
John N. Nkengasong, né à Douala est un virologue camerouno-américain qui occupe le poste de coordinateur mondial de la lutte contre le sida au sein de l'administration Biden depuis 2022. Il a précédemment travaillé comme directeur des centres africains de contrôle et de prévention des maladies de 2016 à 2022, ainsi qu'à l'Organisation mondiale de la santé (OMS) et aux centres de contrôle et de prévention des maladies. Pendant la pandémie de COVID-19, Nkengasong a été nommé envoyé spécial de l'OMS pour l'Afrique.

## Enfance et éducation
Nkengasong est originaire du Cameroun. Il s'est intéressé à la biologie, à la chimie et aux mathématiques alors qu'il était au lycée.
Nkengasong a obtenu son diplôme de premier cycle à l'Université de Yaoundé I. Au cours de son diplôme de premier cycle, il a rencontré Peter Piot, qui l'a encouragé à se rendre à Anvers en tant qu'étudiant diplômé en virologie. Il a fini par étudier les sciences biomédicales à l'Institut de médecine tropicale. Après avoir obtenu son deuxième diplôme, il est passé à la Vrije Universiteit Brussel, où il a obtenu une maîtrise en sciences médicales.
Après avoir obtenu sa maîtrise, Nkengasong a rejoint le groupe de recherche de Guido van der Groen et Piot. Ses recherches doctorales ont été les premières à caractériser tous les sous-types génétiques du VIH en Afrique. Il a ensuite obtenu une qualification en gestion à la John F. Kennedy School of Government.

## Recherche et carrière

### Débuts
En 1993, Nkengasong a rejoint l'Organisation mondiale de la santé, où il a occupé le poste de chef du service de virologie. Il était basé au Centre de collaboration pour le diagnostic du VIH/SIDA à l'Institut de médecine tropicale. Il a travaillé sur le diagnostic, la pathogenèse et la résistance aux médicaments du VIH/SIDA.

### US CDC, 1994-2016
Après quelques années, Nkengasong est passé aux Centres pour le contrôle et la prévention des maladies des États-Unis, où il a travaillé en tant que chef de la virologie à Abidjan. Pour se préparer à cet emploi, il a été formé à Berkeley dans le cadre du John E. Fogarty International Center. Nkengasong a travaillé aux côtés de Mike Hendry, qui dirigeait le programme de diagnostic du VIH au California State Laboratory.
En 2011, Nkengasong a participé à la création de la Société africaine de médecine de laboratoire (ASLM). L'ASLM cherche à soutenir les chercheurs africains en développant leurs capacités en médecine de laboratoire et leur aptitude à soigner les patients.

### Africa CDC, 2016-2022

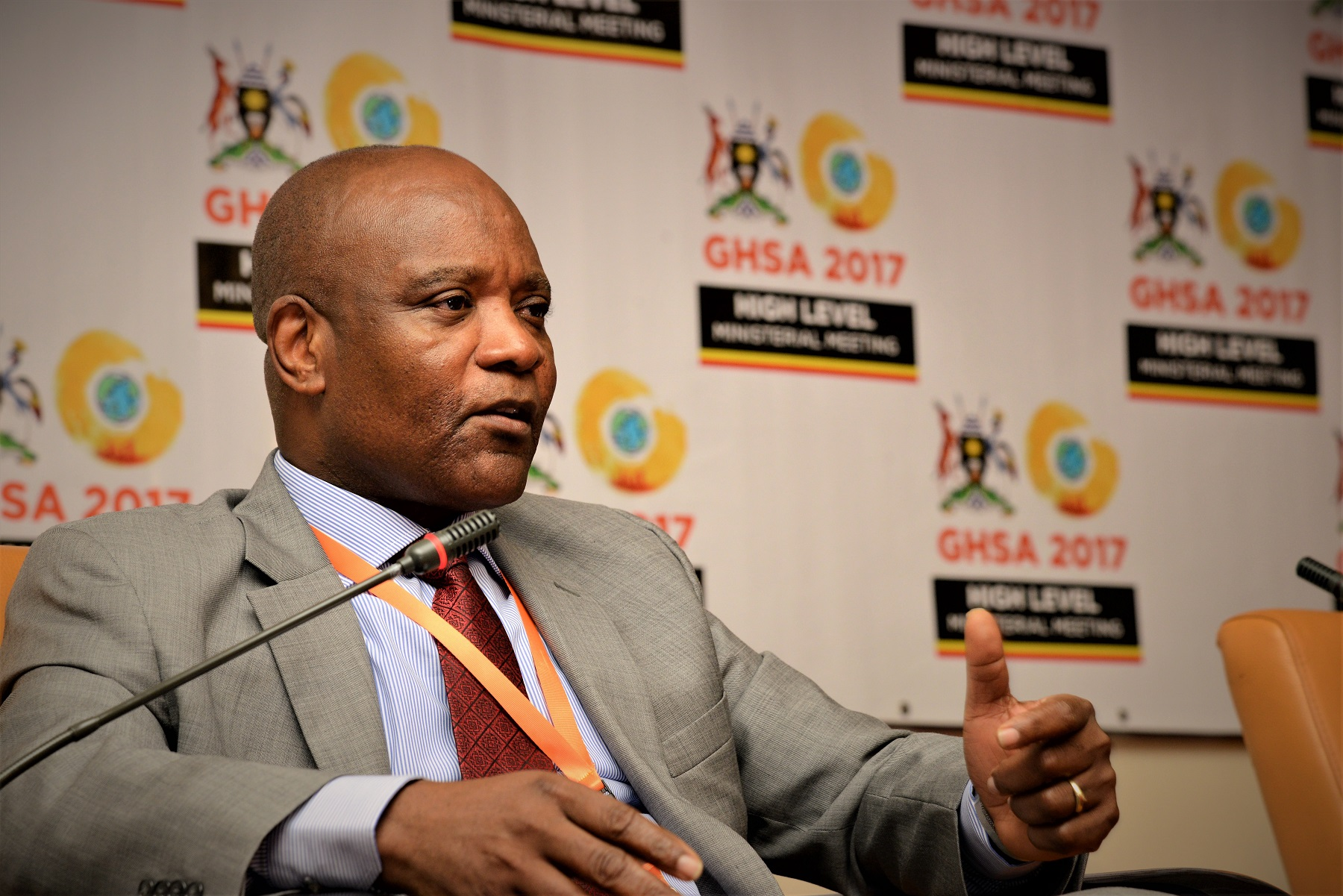
John Nkengasong lors d'un débat en 2016 à la réunion ministérielle de l'Agenda mondial pour la sécurité sanitaire à Kampala, en Ouganda.

En 2016, Nkengasong a rejoint les Centres africains de contrôle et de prévention des maladies, dont il a été nommé directeur inaugural,. Au sein des CDC d'Afrique, Nkengasong supervise les réseaux régionaux intégrés de surveillance et de laboratoire (RISLNET),. Il estime que pour maîtriser les maladies infectieuses en Afrique, il est essentiel de renforcer le leadership local. 
Pendant la pandémie de COVID-19, Nkengasong a été nommé envoyé spécial du directeur général de l'Organisation mondiale de la santé. à ce titre, il était chargé d'amplifier les messages du directeur général et de fournir des conseils stratégiques sur la préparation,. Nkengasong a dirigé la réponse de l'Afrique à la maladie à coronavirus, y compris la formation d'une équipe de jeunes intervenants, les volontaires africains pour les soins de santé. La protection de la population africaine contre la maladie à coronavirus est compliquée par des défis tels que les difficultés de dépistage dans les régions touchées par des conflits et les problèmes de distance sociale dans les bidonvilles urbains.
Dans le cadre des préparatifs du sommet mondial sur la santé organisé par la Commission européenne et le G20 en mai 2021, Nkengasong a coprésidé le groupe scientifique de haut niveau de l'événement.

### Présidence de Joe Biden
Le 27 septembre 2021, le président Joe Biden a nommé Nkengasong au poste d'ambassadeur itinérant pour la diplomatie de la santé mondiale et coordinateur mondial de la lutte contre le sida au département d'État des États-Unis. La nomination initiale de Nkengasong a expiré à la fin de l'année et a été renvoyée au président Biden le 3 janvier 2022.
Le président Biden a renvoyé sa nomination le jour suivant. La commission des affaires étrangères du Sénat a tenu des audiences sur la nomination de Nkengasong le 15 mars 2022. La commission a fait un rapport favorable sur sa nomination le 4 mai 2022. Le 5 mai 2022, le Sénat des États-Unis a confirmé sa nomination par un vote vocal,. Il a prêté serment le 13 juin 2022.

## Autres activités
- Centre pour la protection sanitaire internationale (ZIG), Institut Robert-Koch (RKI), membre du conseil scientifique (depuis 2020)[21].
- Coalition africaine pour la recherche, la réponse et la formation sur les épidémies (ALERRT), membre du conseil scientifique international[22].
- Coalition pour les innovations en matière de préparation aux épidémies (CEPI), Membre du Conseil d'administration[23].
- Initiative internationale pour un vaccin contre le sida (IAVI), membre du conseil d'administration
- Nuclear Threat Initiative, Membre du groupe consultatif Bio.

## Prix et distinctions
- Prix du Secrétaire américain à la santé et aux services sociaux pour l'excellence de la recherche en matière de protection de la santé publique[4]
- Médaille d'excellence William Watson de la Fondation CDC

Ngozi Okonjo-Iweala a honoré Nkengasong sur la liste "2021 TIME100" des personnalités mondiales influentes du magazine Time, qui l'a décrit comme un "héros africain des temps modernes" pour son rôle dans la réponse du continent à la pandémie de COVID-19.

### Décoration
- Ordre national de la république de Côte d'Ivoire